# Francesca Colombini Cinelli
Francesca Colombini Cinelli (Modena, 9 marzo 1931 – Montalcino, 30 dicembre 2022) è stata una dirigente d'azienda italiana.

## Biografia
Di nobile famiglia senese, nipote di Pio Colombini, insigne dermatologo, e rettore dell’Università di Modena, figlia di Giovanni Colombini che nel 1938 apre la prima enoteca italiana nella Fortezza di Montalcino dopo aver avviato negli anni '30 le vendita per corrispondenza del vino toscano e l'esportazione del Brunello negli Stati Uniti. 
Francesca frequenta le scuole superiori presso l'Istitut Français di Firenze e vive poi tra Firenze, Siena e Montalcino. Nel 1952 sposa Fausto Cinelli.

## Direzione dell'azienda
Nel 1952 inizia a lavorare nella fattoria di famiglia, la Fattoria dei Barbi di proprietà dei Colombini dal 1352. Collabora attivamente con il padre nella gestione dell'azienda e insieme lavorano per trasformare la tradizionale coltivazione del vino in mezzadria nella produzione industriale di un'agricoltura polifunzionale che parte dalla vigna per arrivare sulla tavola dei consumatori. Alla morte del padre nel 1976 assume la direzione dell'azienda familiare che lascerà solo nel 1999 passandone la gestione ai due figli.
Così ella spiega la specificità del suo Brunello:
(Francesca Colombini Cinelli libera e al servizio del territorio, min 3.35)
È tra la promotrici del turismo del vino aprendo al pubblico agli inizi degli anni '50 la cantina dei Barbi. Di particolare rilievo la sua attività di promozione del Brunello di Montalcino nel mondo, per la quale veniva chiamata la "Signora del Brunello". Attiva in diverse associazioni come l’Accademia nazionale della vite e del vino, l’Associazione vitivinicoltori italiani di eccellenza (di cui è stata presidente dal 1990 al 1995), ricevendo molti riconoscimenti. È stata tra le fondatrici della associazione Donne del vino e promotrice del premio letterario e giornalistico “Barbi Colombini” per la valorizzazione del patrimonio di natura e civiltà del territorio montalcinese, della storia locale e della ricerca vitivinicola. La sua casa ospita personalità della cultura e del cinema come Federico Fellini Giulietta Masina, Enzo Biagi, Mario Luzi, Geno Pampaloni, Mario Rigoni Stern, Sergio Zavoli.
Nel 1999 lascia l'azienda ai due figli sdoppiandola: la Fattoria del Barbi passa al figlio Stefano e a Donatella passa il Casato Prime Donne a Montalcino e la Fattoria del Colle a Trequanda. Da allora si dedica allo studio e alla raccolta di storie di persone, fatti, vicende di Montalcino, contribuendo in questo modo alla prosecuzione del “mito” del Brunello.

## Premio Casato Prime Donne
Francesca Colombini Cinelli è stata promotrice nel 1981 del Premio “Barbi Colombini”, divenuto nel 1999 premio Casato Prime Donne, che si articola in:
- Il premio "Prime Donne" ad un personaggio emblematico dell’universo femminile e capace di essere di ispirazione o di aiuto alle donne. La giuria è composta da Donatella Cinelli Colombini (presidente), Stefania Rossini, Rosy Bindi, Anselma Dell'Olio, Anna Scafuri, Daniela Viglione e Anna Pesenti
- Il premio "Io e Montalcino" a giornalisti che scrivono su Montalcino, il suo territorio, il suo vino
- Il premio per la migliore foto della zona di Montalcino[14]

## Nel Soroptimist
È stata socia del Soroptimist International, Club di Siena

## Onorificenze
- 1985 Insignita della Gran Medaglia d’Argento di Cangrande della Scala
- 1985 unica donna capo di azienda vinicola italiana a partecipare alla prima edizione del Wine Experience a New York, aperto a sole cento aziende a livello mondiale[16]
- 1990 nominata Commendatore della Repubblica
- 1990 Premio Internazionale della Stampa Agricola
- 1995 Premio Firenze Donna
- 2008 Premio internazionale dell’Associazione Giuseppe Morsiani[17]
- 2018 Nominata Accademica emerita della Accademica Emerita dell'Accademia Nazionale della Vite e del Vino, assieme ai due figli Stefano e Donatella nominati accademici[18][19]

## Scritti
- Francesca Colombini Cinelli, Il vino fa le gambe belle, storia di una signora del Brunello, Siena, Cantagalli, 2005, ISBN 88-8272-195-7.., anche in versione inglese. Vincitore del Premio Capri S. Michele nel 2005[20]
- Francesca Colombini Cinelli (a cura di), 1899. Elina Colombini, una gentildonna ai fornelli. Le ricette, i segreti, il mangiar di casa di mia nonna, che per passione divenne cuoca : ricette di Elina Colombini tratte dal suo formulario 1899: Libretto di cucina in città, Siena, Cantagalli, 2018, ISBN 9788894949001..
- Francesca Colombini Cinelli, Nonsolovigne a Montalcino : galleria di famiglie, personaggi, luoghi e vicende che hanno fatto la storia della città, Siena, Cantagalli, 2008.
- Francesca Colombini Cinelli, Il Brunello e il suo mito, in Gianni Conti (a cura di), il governo delle idee, Innamorarsi di siena, Siena.